# Central General de Trabajadores de Guatemala
La Confederación Central General de Trabajadores de Guatemala (CGTG) es una organización sindical nacional de tipo Confederal en Guatemala. Reemplazó a la entonces Central Nacional de Trabajadores -CNT-, que operaba clandestinamente después de la desaparición de 21 de sus líderes detenidos el 21 de junio de 1980. Fue fundada el 13 de diciembre de 1987 y desde su constitución basa su ser y quehacer en los principios y valores del humanismo universal, siendo: La dignidad de la persona humana, la justicia, la libertad, la democracia, la igualdad, la solidaridad, la paz, la unidad, el bien común, el amor, la familia, y la vida; sin distinción de credo, religioso o político partidista. 
La CGTG, es una instancia permanente con alcance nacional en toda la República de Guatemala, integrada por mujeres y hombres trabajadores de los sectores claves de la economía nacional, organizados en cinco Federaciones que constituyen su base actual: La Federación Nacional de Trabajadores -FENATRA- que aglutina trabajadores del Sector Transporte, Hotelería, Industria Alimenticia, Maquila Textil y otras de la iniciativa privada; La Federación Nacional de Servidores Públicos -FENASEP- que aglutina trabajadores del Sector Público y Municipalidades; La Federación Sindical de Trabajadores Independientes -FESTRI- que aglutina trabajadores independientes por cuenta propia; la Federación Nacional de Trabajadores de la Educación -FENTEG- que aglutina sindicatos de trabajadores de la Educación en toda la República de Guatemala y la Federación Sindical de Trabajadores del Transporte del sur y del occidente de Guatemala -FESITRASOGUA- que aglutina trabajadores del transporte. 
Entre sus fines y objetivos están:
- Fortalecer la organización de los trabajadores;
- Crear nuevas organizaciones;
- Defender e impulsar acciones para la libertad sindical;
- Formar, concientizar y capacitar a los afiliados de sus organizaciones en todos los niveles;
- Promover y defender los derechos e intereses de sus bases y del pueblo;
- Asesorar técnica y jurídicamente a sus bases;
- Celebrar pactos colectivos de condiciones de trabajo o convenio de interés específico;
- Crear o administrar instituciones, establecimientos o cualquier actividad lícita, bajo el amparo de su personalidad y personería jurídica; y,
- Cualesquiera otros fines y objetivos propios del movimiento.

Actualmente, la estrategia política sigue siendo organizar a las y los trabajadores en los diferentes sectores de la economía del país. Formar y capacitar a la dirigencia para crearles conciencia crítica y política para que sepan defender sus derechos laborales y sindicales. El propósito de la constante capacitación es que sean agentes de cambio multiplicadores para también capacitar a la base. Otra estrategia de la CGTG es la unidad de acción programática con otras organizaciones sindicales, presentando las reivindicaciones de los derechos sociales, económicos y culturales en un frente conjunto a través de la participación en las instancias bipartitas, tripartitas y mesas de diálogo con el sector empresarial y gobierno. Una de las acciones conjuntas, según la coyuntura, es la de las manifestaciones exigiendo el cumplimiento de las leyes laborales, sindicales y otras según las necesidades del país, en beneficio de las personas más vulnerables.
La CGTG está afiliada al Consejo Sindical Unitario de América Central y Caribe -CSU-, a la Confederación Sindical de Trabajadores y Trabajadoras de las Américas -CSA y a la Confederación Sindical Internacional -CSI-.
Su actual Secretario General es Luis Armando López Cortez
Página Oficial de la CGTG en Facebook: https://www.facebook.com/profile.php?id=100008244164551